# Lotus Exige
Lotus Exige je mali sportski automobil kojeg od 2000. proizvodi engleski proizvođač automobila Lotus. Trenutačno je u proizvodnji druga generacija. Obje generacije su zasnovane na Lotusu Elise. 
Prvu generaciju Exigea pogonio je 1.8 litreni motor iz Rovera od 192 KS. Druga generacija, nazvana Series 2, u proizvodnji je od 2004. godine. On je dobio i novi motor s istom zapremninom i snagom, ali je podrijetlom Toyotin. Izvana je u odnosu na Elise dobio puno aerodinamičnih dodataka, uključujući i prednji i stražnji spojler. 
Taj novi 1.8L Toyotin motor sa svojih 190 KS Exigeu omogućuje ubrzanje od 0 do 100 km/h za 4.7 sekundi i maksimalnih 237 km/h.
U ožujku 2006. predstavljen je jači Exige, nazvan Exige S. Motor je ojačan na 220 KS te se tako ubrzanje do 100 km/h smanjilo na 4.1 sekundi, dok je ukupna masa povećana za neznatnih 19 kg.
Sredinom 2008. Lotus je na tržište izbacio još snažniji model nazvan Exige S 240, a kao što mu ime govori ima motor s 240 KS. 

## Vanjska poveznica
- Group Lotus  Arhivirana inačica izvorne stranice od 22. lipnja 2010. (Wayback Machine)